# Teresa Grzybkowska
Teresa Grzybkowska (ur. 1939 w Kaliszu) – polska historyk sztuki, nauczyciel akademicki, profesor nauk humanistycznych.

## Życiorys
Absolwentka Uniwersytetu im. Adama Mickiewicza w Poznaniu. Zajmuje się malarstwem polskim i europejskim XVI–XXI wieku, dawną sztuką gdańską i malarstwem Jacka Malczewskiego, początkami muzealnictwa, historią ogrodów oraz związkami malarstwa z muzyką. Wykładała m.in. na Uniwersytecie Gdańskim (1989–2002), gdzie założyła studia z zakresu historii sztuki (początkowo w ramach Zakładu, a następnie Instytutu Historii Sztuki). Prowadziła także zajęcia na Akademii Sztuk Pięknych w Gdańsku. Od 2002 roku związana z Uniwersytetem Muzycznym Fryderyka Chopina w Warszawie. Założycielka (w 1992 roku) i pierwsza redaktor naczelna rocznika „Porta Aurea”. Wicedyrektor Muzeum Narodowego w Gdańsku (2000–2002), członek Rady Naukowej Muzeum Narodowego w Krakowie w latach 2011–2015. Członek Polskiego Instytutu Studiów nad Sztuką Świata. Od 2002 roku zasiada w Kapitule Nagrody im. Kazimierza Ostrowskiego.

## Wystawy
Kuratorka kilku wystaw:
- „Andrzej Stech – malarz gdański”, 1973 (Muzeum Narodowe w Warszawie, Muzeum Narodowe w Gdańsku, Muzeum Pomorza Środkowego w Słupsku)
- „Mitologia Malczewskiego”, 1996 (Muzeum Książąt Czartoryskich w Krakowie)
- „Aurea Porta Rzeczypospolitej”, 1997 (Muzeum Narodowe w Gdańsku)
- „Miecz i kimono. Sztuka dawnej Japonii”, 2003 (Muzeum Historyczne Miasta Gdańska)
- „Gdańsk dla Rzeczypospolitej”, 2004 (Muzeum Historyczne Miasta Gdańska)
- „Cuda Orientu”, 2006 (Muzeum Narodowe w Gdańsku)
- „Amor Polonus, czyli miłość Polaków”, 2010 (Muzeum Pałacu Króla Jana III w Wilanowie)

## Wybrane publikacje
- Andrzej Stech – malarz gdański (1979)[8]
- Złoty wiek malarstwa gdańskiego na tle kultury artystycznej miasta 1520–1620 (1990)[9]
- Eros w sztuce polskiej (1993)
- Świat obrazów Jacka Malczewskiego (1996); tłum. niem.: Die Welt der Bilder von Jacek Malczewski (1996)[10]
- Artyści i patrycjusze Gdańska (1996)[11]
- Muzea Gdańska (1996)[12]
- Gdańsk (2000)[13]
- Między sztuką a polityką. Sala Czerwona Ratusza Głównego Miasta w Gdańsku (2003)[14]
- Kobieta wodzem chwalebnego czynu. Kobiety twórczyniami pierwszych polskich muzeów i ogrodów filozoficznych (2018)[15]
- Historia o duchach dla zupełnie dorosłych (2020)[16]
- Dama z Elche. W kręgu sztuki hiszpańskiej (2021)[17]
- Nieznany Hermes polski (2023)[18]

## Nagrody i odznaczenia
- Nagroda im. ks. prof. Szczęsnego Dettloffa (1972, 1974)
- Srebrny Medal „Zasłużony Kulturze Gloria Artis” (2019)[19]
- Nagroda Prezydenta Miasta Gdańska w Dziedzinie Kultury z okazji jubileuszu 50-lecia pracy naukowej (2019)[20]